# Таровицы
Та́ровицы (фин. Tarovitsa) — деревня в Гатчинском муниципальном округе Ленинградской области.

## Название
Топоним Старая Весь адаптировался в финском языке в Tarovitsa, обратная адаптация на русский язык дала форму Таровицы.

## История
Впервые упоминается в Писцовой книге Водской пятины 1500 года как сельцо Старая Весь в Дягилинском погосте Копорского уезда.
На шведской «Генеральной карте провинции Ингерманландии» 1704 года она обозначена как деревня Starawas.
Деревня Таровицы из 12 дворов упоминается на «Топографической карте окрестностей Санкт-Петербурга» Ф. Ф. Шуберта 1831 года.

ТОРОВИЦЫ — деревня Войсковицкой мызы, принадлежит Кандалинцевой, надворной советнице, число жителей по ревизии: 27 м. п., 39 ж. п. (1838 год)

На этнографической карте Санкт-Петербургской губернии П. И. Кёппена 1849 года она обозначена как деревня «Tarowitz», расположенная в ареале расселения савакотов. В пояснительном тексте к этнографической карте она записана как деревня Tarowitz (Таровицы) и указано количество её жителей на 1848 год: савакотов — 19 м. п., 25 ж. п., ижоры — 8 м. п., 10 ж. п., всего 62 человека. Ижоры относились к православному Дылицкому Владимирскому приходу, савакоты — к лютеранскому приходу Спанккова.

ТАРОВИЦЫ — деревня майора Платонова, по просёлочной дороге, число дворов — 10, число душ — 20 м. п. (1856 год)

Согласно «Топографической карте частей Санкт-Петербургской и Выборгской губерний» в 1860 году деревня называлась Таровицы и насчитывала 11 крестьянских дворов.

ТАРОВИЦЫ — деревня владельческая при колодце, число дворов — 9, число жителей: 39 м. п., 20 ж. п. (1862 год)

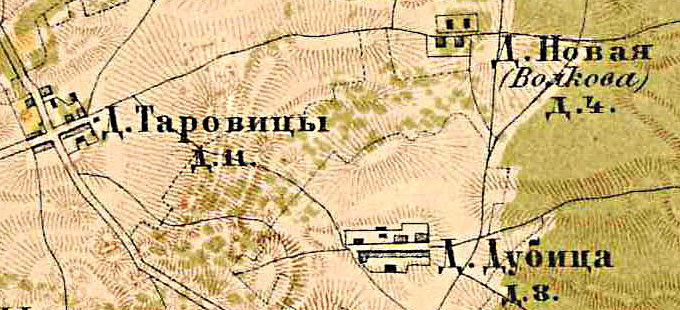
План деревни Таровицы. 1885 год

В 1885 году деревня Таровицы насчитывала 11 дворов.
В конце XIX — начале XX века деревня административно относилась к Староскворицкой волости 3-го стана Царскосельского уезда Санкт-Петербургской губернии. Население деревни было исключительно финским.
К 1913 году количество дворов увеличилось до 14.
С 1917 по 1918 год деревня Таровицы входила в состав Староскворицкой волости Детскосельского уезда.
С 1918 по 1922 год деревня входила в состав Таровицкого сельсовета Вохоновской волости.
С 1922 года в составе Луйсковицкого сельсовета.
С 1923 года в составе Венгисаровской волости Гатчинского уезда.
С 1924 года в составе Миккинского сельсовета Венгисаровской волости.
Согласно данным переписи населения СССР 1926 года в деревне Таровицы Миккинского сельсовета Венгисаровской волости Троцкого уезда проживал 141 человек — финны и русские.
С 1927 года в составе Гатчинского района.
С 1928 года в составе Вохоновского сельсовета. В 1928 году население деревни Таровицы также составляло 141 человек.

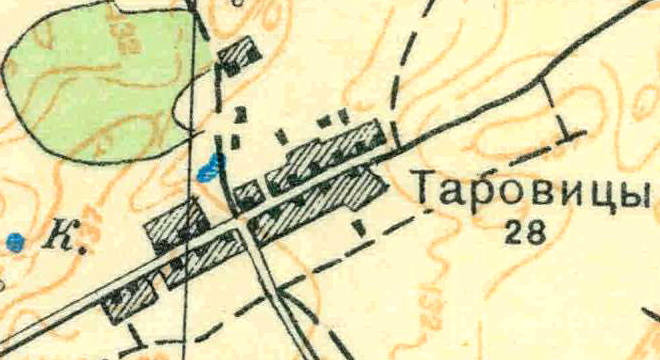
План деревни Таровицы. 1931 год

Согласно топографической карте 1931 года деревня насчитывала 28 дворов.
По административным данным 1933 года деревня Таровицы входила в состав Вохоновского сельсовета Красногвардейского района.
С 1939 года в составе Елизаветинского сельсовета.
С 1940 года вновь в составе Вохоновского сельсовета.
C 1 августа 1941 года по 31 декабря 1943 года деревня находилась в оккупации.
С 1952 года в составе Войсковицкого сельсовета.
В 1958 году население деревни Таровицы составляло 157 человек.
С 1959 года составе Елизаветинского сельсовета Гатчинского района.
По данным 1966, 1973 и 1990 годов деревня Таровицы также входила в состав Елизаветинского сельсовета.
В 1997 году в деревне проживали 29 человек, в 2002 году — 36 человек (русские — 81 %), в 2007 году — также 36.

## География
Деревня расположена в северо-западной части района на автодороге 41К-225 (Большие Борницы — Луйсковицы).
Расстояние до административного центра поселения, посёлка Елизаветино — 6 км.
Расстояние до ближайшей железнодорожной станции Елизаветино — 5 км.

## Демография
| 1862 | 2007 | 2010 | 2017 |
| ---- | ---- | ---- | ---- |
| 59   | ↘36  | ↗51  | ↘41  |

### Национальный состав
Согласно данным Всероссийской переписи населения 2021 года в деревне проживали 73 человека, из них:
 русские — 72, один человек национальность не указал.

## Достопримечательности
Селище и курганно-жальничный могильник c погребениями XII—XIII веков.
Гранитный каменный крест, стоявший на песчаном холме в центре деревни, находится в Государственном музее истории религии.

## Улицы
Берёзовая, 1-й Берёзовый переулок, 2-й Берёзовый переулок, 3-й Берёзовый переулок, Липовая, Сосновая.